# 삼산초등학교 (인천)
삼산초등학교는 대한민국 인천광역시 강화군에 있는 공립 초등학교이다.

## 학교 연혁
- 1931. 10. 29 삼산공립보통학교 개교(설립인가 5월 26일)
- 1981. 03. 05 병설유치원 개원
- 1984. 09. 25 본관 6개 교실 개축
- 1990. 03. 01 송광분교장 통폐합
- 1993. 02. 28 미법분교장 통폐합
- 1994. 02. 28 서검분교장 통폐합
- 1996. 03. 01 삼산초등학교로 교명 변경
- 2000. 09. 27 교실 2층 증축(3교실), 화장실 신축, 사택2동 신축
- 2006. 08. 30 문화예술교육관 리노베이션 개관
- 2008. 09. 16 꿈빛누리관(도서관) 개관
- 2010. 02. 12 다누리관(다목적강당) 개관
- 2010. 03. 16 돌모루교실(초등돌봄교실) 개관
- 2011. 12. 12 관사 1동(6호) 신축
- 2012. 09. 01 제38대 신진원 교장 취임
- 2013. 02. 15 제79회 졸업식(4명 졸업, 연 4,293명 졸업)
- 2013. 03. 04 초등학교 4학급, 유치원 1학급 편성
- 2013. 08. 07 구관사 2호 철거
- 2013. 08. 20 교실·복도 창호 교체 공사
- 2014. 12 관사 1동 신축(2호)
- 2015. 02. 13 제81회 졸업(7명 졸업, 연 4,307명 졸업)
- 2015. 03. 01 초등학교 4학급, 유치원 1학급 편성 운영

## 참고 자료
- 삼산초등학교 - 한국교육학술정보원 학교알리미